# Androlaelaps pachyptilae
Androlaelaps pachyptilae är en spindeldjursart som först beskrevs av Zumpt och Winifred Mary Till 1956.  Androlaelaps pachyptilae ingår i släktet Androlaelaps och familjen Laelapidae. Inga underarter finns listade i Catalogue of Life.